# Der

Localización de Der en Mesopotamia.

Der fue una ciudad-estado sumeria situada cerca de Badra, en la provincia Wasit de Irak. Estaba al este del río Tigris. Su nombre posiblemente fue Durum.

## Historia
- La deidad local de la ciudad era Ishtaran.
- Durante el reinado de Shulgi, de la Tercera Dinastía de Ur, Der aparece mencionado dos veces.
- Rim-Sin I de Larsa declaró haber destruido Der.
- En el 720 a. C. el rey asirio Sargon II avanzó contra Elam, pero fue derrotado cerca de Der por los ejércitos del rey Humban-NIkash I de Elam y el rey Marduk-apal-iddina II de Babilonia.[2]

## Arqueología
Aunque no se ha excavado Der, se han encontrado algunos objetos relevantes cerca, como un kudurru descubierto en Sippar y que confirma el nombre del sitio. La localización de Der fue muy dañada por las aguas durante mucho tiempo y no se consideró que mereciera la pena excavarla.